# La Grande Écurie et la Chambre du Roy
La Grande Écurie et la Chambre du Roy est un ensemble de musique instrumentale français. L'ensemble est basé en résidence à l'Atelier lyrique de Tourcoing depuis 1981. 

## Historique
Fondé en 1966 par Jean-Claude Malgoire qui en assurera la direction musicale jusqu'en 2018, l'ensemble La Grande Écurie et la Chambre du Roy explore un vaste répertoire, du XVIIe siècle au contemporain. On lui doit de belles redécouvertes et exécutions, notamment dans le répertoire baroque, Charpentier, Campra, Rameau et mozartien. Leurs enregistrements de la trilogie Mozart/Da Ponte (Les Noces de Figaro, Don Giovanni, Così fan tutte) font référence. En plus de s'être illustré dans des ouvrages connus (Idomeneo de Mozart, Il Barbiere di Siviglia de Rossini), l'ensemble s'est penché sur des partitions oubliées, telles celles de l'Idoménée de Campra ou du Barbier de Séville de Paisiello.
En 2020, Alexis Kossenko prend la direction musicale de l'ensemble, puis le réunit avec son ensemble Les Ambassadeurs sous le nom « Les Ambassadeurs ~ La Grande Écurie ».

## Distinctions
- Prix du meilleur enregistrement étranger au Festival des arts du Japon pour l'enregistrement des Indes galantes de Jean-Philippe Rameau (CD 1974)
- Grand prix du meilleur enregistrement français de l'Académie du disque lyrique en 1976 pour l'enregistrement d'Alceste de Jean-Baptiste Lully (CD 1976)
- Grand prix Gustave Charpentier-Orphée d'or de la meilleure création lyrique enregistrée de l'Académie du disque lyrique pour l'enregistrement de Rinaldo de Haendel (CD 1977)
- Grand prix du disque de l'Académie du disque lyrique pour l'enregistrement de la Messe pour les instruments au lieu des orgues, Médée "Rondeau pour les Corinthiens", Concert à quatre parties, Le Malade imaginaire "Ouverture du Prologue" de Marc-Antoine Charpentier (CD 1978)
- Preis der Deutschen Schallplattenkritik pour l'enregistrement des Leçons de ténèbres de Marc-Antoine Charpentier (CD 1979)
- Prix Hector Berlioz-Orphée d'or du meilleur oratorio profane ou sacré de l'Académie du disque lyrique pour l'enregistrement de Messiah de Haendel (CD 1980)
- Diapason d'or pour l'enregistrement du Miserere mei Deus de Michel-Richard de Lalande (CD 1981)
- ffff Télérama pour l'enregistrement du Temple de la Gloire de Rameau (CD 1982)
- Choc du Monde de la musique-Télérama pour l'enregistrement du Te Deum de Lully (CD 1984)
- Choc du Monde de la musique pour leur disque Vêpres de l'Assomption, Mexico-Versailles (CD 1992)
- Victoire de la musique classique 1993 pour l'enregistrement de Montezuma de Vivaldi (CD 1992)
- Orphée d'or de l'Académie du disque lyrique pour l'enregistrement des Vêpres pour la Nativité de la Vierge de Vivaldi (CD 1994)
- Orphée d'or du meilleur enregistrement baroque de l'Académie du disque lyrique pour l'enregistrement d'Orphée et Eurydice de Gluck (CD 1994)
- Choc du Monde de la musique pour l'enregistrement de Giulio Cesare de Haendel (CD 1995)

## Discographie

### CD
- Musique de ballet : Lully, "Air de trompettes, timbales et hautbois" ; Xerxès "Ballet", André Campra, Le Bal interrompu ; Le Ballet des âges / Maurice André (trompette), Danièle Salzer (continuo), CBS Grands Interprètes, 1966
- "Concert à la cour d'Henri IV", Danceries, Chansons à boire / Jean-Christophe Benoît, CBS, 1968
- Georg Friedrich Haendel, Water Music (version intégrale) / Danièle Salzer & Blandine Verlet (clavecin), CBS Grands Interprètes 1971
- Marc-Antoine Charpentier, Messe pour les instruments au lieu des orgues  H.513; Médée H.491(extrait) "Rondeau pour les Corinthiens" ; Concert pour quatre parties de violes H.545 ; Le Malade imaginaire H.495 "Ouverture du Prologue" / Henri Farge, Pierre-Yves Le Maigat, Georges Kisselhof, Danièle Salzer (épinette), Blandine Verlet (orgue), LP CBS, 1971
- Jean-Baptiste Lully, Psyché ; Le Bourgeois gentilhomme ; George Dandin ; Pastorale comique ; Les Amants magnifiques / Suzanne Simonka, John Elwes, Luis Masson, Alain Moglia (violon solo), Danièle Salzer (clavecin), CBS Grands Interprètes, 1974
- "Ballet des ballets" : Lully / CBS, 1975
- Rameau, Les Indes Galantes / Alain Moglia (violon solo), Danièle Salzer (clavecin), Ensemble vocal Raphaël Passaquet, CBS, 1974 (puis Sony 2016)
- Haendel, Fireworks Music ; Concerto "a due cori" en si bémol / Alain Moglia (violon solo), Yves Poucel (hautbois solo), Amaury Wallez (basson solo), Marcel Lagorce (trompette solo), Michel Garcin-Marou & Robert Tassin (cor naturel), Danièle Salzer (clavecin), CBS Grands Interprètes, 1975
- Tomaso Albinoni, Adagio, Giovanni Gabrieli, Canzone n°5 & n°8, Vivaldi, Concerto pour ottavino en ut, Clément Janequin/Andrea Gabrieli, La Bataille de Marignan / Jean-Claude Veilhan (ottavino), CBS Les Grands Classiques, 1976
- "Concerts à Venise" / CBS, 1976
- Marc-Antoine Charpentier, 9 Leçons de ténèbres (H.96, H.97, H.98/108, H.102, H.103, H.109, H.105, H.106, H.110, H.100 a) / Helen Watts, Anne-Marie Rodde, Jocelyne Chamonin, Lyliane Guitton, Sonia Nigoghossian, Clara Wirtz, 2 LP CBS, 1978 report CD Sony 1992
- Lully, Alceste / Felicity Palmer, Renée Auphan, John Elwes, Marc Vento, François Loup, Bruce Brewer, Anne-Marie Rodde, Sonia Nigoghossian, Max Van Egmond, Pierre-Yves Le Maigat, CBS, 1976
- Haendel, Rinaldo / Ileana Cotrubaș, Carolyn Watkinson, Jeanette Scovotti, Paul Esswood, Charles Brett, Ulrik Cold, Armand Arapian, Sophie Boulin, Nicole Leport & Marie-Françoise Jacquelin solistes de la Maîtrise de Radio-France (Gerda Hartmann, direction), CBS, 1977 (puis Sony 1997)
- Vivaldi, Gloria rv589 ; Beatus Vir rv597 / Mary Burgess, Jocelyne Chamonin, Carolyn Watkinson, Yves Poucel (hautbois baroque), Danièle Salzer (orgue de chambre), Ensemble vocal Raphaël Passaquet, CBS, 1977
- Vivaldi, Six Concerti pour flûte, opus 10 / Jean-Claude Veilhan (flûte à bec), CBS, 1977
- Haendel, Concerti grossi opus 3 (1-6) / CBS, 1977
- Rameau, Les Paladins (extrait) / Anne-Marie Rodde, Henri Farge, Jean-Christophe Benoît, Alain Moglia (violon solo), Danièle Salzer (clavecin), CBS Grands Interprètes, 1978
- Vivaldi, Les Quatre Saisons, opus 8 n°1-4 / John Holloway (violon solo), CBS, 1978 (puis Columbia Odyssey 1980)
- Haendel, Concerti grossi opus 6 (1-12) / CBS, 1978
- "Malgoire et la Grande Écurie en concert" /  Sophie Boulin (chant), Michel Garcin-Marrou (alpenhorn & cor naturel), André Both (cor naturel), Michel Henry (hautbois), Danièle Salzer (clavecin), CBS, 1979
- Haendel, Serse (Xerxès) / Carolyn Watkinson, Paul Esswood, Ortrun Wenkel, Barbara Hendricks, Anne-Marie Rodde, Ulrik Cold, Ulrich Studer, Ensemble Vocal Jean Bridier, CBS, 1979 (puis Sony, 1995)
- Marc-Antoine Charpentier, Te Deum H.146, Magnificat  H.73, Trois Noëls H.531 n°3, H.534 n°1 et n°2 / Mary Beverly, Kevin Smith, James Griffet, David Thomas, Ian Partridge, Michael George, Choir of the Collegiate Church of St.Mary in Warwick, Andrew Fletcher (chef de choeur), Pro Cantione Antiqua, LP CBS, 1979 report CD Sony 1992
- Rameau, Dardanus (pages choisies) / Brigitte Bellamy, Jean-Claude Orliac, Gregory Reinhart, CBS, 1980
- Henry Purcell, Te Deum ; Ode "Yorkshire Feast" / Mary Beverley, Brigit Grenat, Charles Brett, Ian Partridge, David Thomas, Paul Esswood, Michael Georges (members of Pro Cantione Antiqua), Choir of The Collegiate Church of St. Mary in Warwick, Andrew Fletcher (chef de choeur), CBS, 1980
- Vivaldi, Concerto pour basson et cordes en si bémol "La Notte" ; Concerto pour deux hautbois et cordes en ré mineur ; Concerto en sol "Alla rustica" ; Concerto pour deux mandolines en sol / Claude Wassmer (basson), André Saint-Clivier et Christian Schneider (mandolines), Michel Henry & Jean-Claude Malgoire (hautbois), CBS, 1980
- Haendel, Messiah (version de Dublin, 1742) / Jennifer Smith, Charles Brett, Martyn Hill, Ulrik Cold, The Worcester Cathedral Choir, Donald Hunt (chef de choeur), CBS, 1980
- Michel-Richard de Lalande, Miserere mei Deus / Gregory Reinhart, Brigitte Bellamy, Guillemette Laurens, Jean-Claude Orliac, Michel Verschaeve, Michel Laplénie, Groupe Vocal Arpège, Joël Péral (chef de chœur), CBS 1981
- Monteverdi, Vespro della Beata Vergine / Nella Anfuso, Virginie Pattie, Véronique Dietschy, Paul Esswood, Henri Ledroit, Nigel Rogers, John Elwes, Bruce Ethian, Michel Verschaeve, Niklaus Tuller, Odile Bailleux (orgue), Solistes de l'Ensemble vocal Roger Thirot et de la Maîtrise Notre-Dame, Les Petits chanteurs de Chaillot, Roger Thirot (chef de choeur), CBS, 1981
- "L'apothéose de la danse à Versailles" / CBS, 1981
- Marc-Antoine Charpentier, Messe de minuit à 4 voix, flûtes et violons pour Noël H.9, Te deum H.146, Noëls pour les instruments H.531 n°3 / Henri Ledroit, John Elwes, Gregory Reinhart, Odile Bailleux (orgue), Les Petits chanteurs de Chaillot, Roger Thirot (chef de choeur), LP & CD CBS, 1982
- Rameau, Le Temple de la gloire / Brigitte Bellamy, Gregory Reinhart, John Elwes, Isabelle Poulenard, Ensemble vocal Jean Bridier, CBS, 1982
- Vivaldi, Cantatas & Arias / Barbara Hendricks, Paul Esswood, Ulrich Studer, Danièle Salzer (clavecin), CBS, 1983
- Haendel, Water Music / CBS, 1984
- Lully, Te Deum / Paul Esswood, John Elwes, Roger Hemingway, Niklaus Tuller, The Worcester Cathedral Choir, Donald Hunt (chef de choeur), CBS, 1984
- "Musique pour un dimanche après-midi circa 1815 : musique pour instruments à vent de Carl Maria von Weber", Carl Maria von Weber, 6 valses ; Marche (1826) ; Concertino pour hautbois et vents ; Tema con variazioni ; Adagio et Rondo / Jean-Claude Malgoire (hautbois solo), CBS, 1984
- "Great choruses from the Messiah" / CBS, 1988 (extraits)
- Haendel, Tamerlano / Henri Ledroit, John Elwes, Miecke van der Sluis, René Jacobs, Isabelle Poulenard, Gregory Reinhart, Danièle Salzer (clavecin), CBS, 1984 (puis Sony, 1997)
- Monteverdi, L'incoronazione di Poppea / Martine Masquelin, Catherine Dussaut, Dominique Visse, Gérard Lesne, Michael Goldthorpe, Michel Laplénie, Catherine Malfitano, John Elwes, Ian Honeyman, Zehava Gal, Guy de Mey, Gregory Reinhart, Colette Alliot-Lugaz, Philippe Cantor, Jacques Bona, Françoise Destembert, Fusako Kondo, CBS, 1984 (puis CBS, 1986)
- Jean-Philippe Rameau, Hippolyte et Aricie / Ian Caley, Arleen Augér, Carolyn Watkinson, Edda Moser, Anne-Marie Rodde, Sonia Nigoghossian, Lyliane Guitton, Jocelyne Chamonin, Ulrik Cold, Max Van Egmond, Jean-Claude Orliac, Michael Goldthorpe, Michel Hubert, The English Bach Festival Chorus, Nicholas Cleobury (chef de choeur), CBS, 1985
- Haendel, Music for the Royal Fireworks ; Concerto a due cori n°2 en fa majeur ; Ariodante "Ouverture" / CBS, 1986
- Mozart, Requiem k626 ; Trois Sonates d'église k278, k336 et k329 / Colette Alliot-Lugaz, Dominique Visse, Martyn Hill, Gregory Reinhart, Odile Bailleux (orgue), Chœur régional Nord-Pas-de-Calais, Jean Bacquet (chef de chœur), CBS, 1986
- Marc-Antoine Charpentier, Vêpres solennelles (H.540, H.190, H.50, H.149, H.52, H.150, H.51, H.161, H.191, H.65, H.77) / Choeur Régional Nord-Pas de Calais, La Grande écurie et la Chambre du Roy, CBS, 1987
- Monteverdi, Il Combattimento di Tancredi e Clorinda ; Ballo delle ingrate / Andras Laczo, Isabelle Poulenard, Philippe Cantor, Dominique Visse, Colette Alliot-Lugaz, Gregory Reinhart, François Fauché, Audrey Michael, Brigitte Bellamy, Sharon Cooper, La Grande écurie et la Chambre du Roy, CBS, 1988
- Rameau, Platée / Nicolas Rivenq, Gilles Ragon,  Elisabeth Baudry, Jean-François Gardeil, Isabelle Poulenard, Bruce Brewer, Chris De Moor, Bruno Boterf, Christine Batty, membres de l'Ensemble Sagittarius, ensemble vocal du Centre national d'insertion professionnelle d'art lyrique de Marseille, Danièle Facon (chef de chœur), La Grande Écurie et la Chambre du Roy, CBS, 1988
- "Chantons la Révolution" / Ruggero Raimondi, Yves Gourvil (récitant), Mirella Giardelli (pianoforte), Ensemble Sagittarius, Michel Laplénie (chef de chœur), La Grande Écurie et la Chambre du Roy, CBS, 1989
- André Campra, Tancrède / François Le Roux, Daphné Evangelatos, Catherine Dubosc, Pierre-Yves Le Maigat, Gregory Reinhart, Colette Alliot-Lugaz, Dominique Visse, Alison Wells, Andrew Murgatroyd, Christopher Royall, Jeremy White, The Sixteen (Harry Christopher, direction), La Grande Écurie et la Chambre du Roy, Erato MusiFrance, 1990
- Rameau, Les Paladins (version intégrale) / Audrey Michael, Ghislaine Raphanel, Nicolas Rivenq, Bruce Brewer, Gregory Reinhart, Douglas Nasrawi, Ensemble Sagittarius, La Grande Écurie et la Chambre du Roy, Pierre Vérany, 1990 (puis Calliope, 2009)
- François-André Danican Philidor, Carmen soeculare / Ghislaine Raphanel, Sophie Fournier, Donald Litaker, Jean-François Gardeil, Ensemble Sagittarius, Michel Laplénie (chef de chœur), La Grande Écurie et la Chambre du Roy, Erato MusiFrance, 1991
- Marc-Antoine Charpentier, Messe à quatre chœurs, H.4, Jacques Boyvin, Pièces pour orgue / Agnès Mellon, Isabelle Poulenard, Charles Brett, Alain Aubin, John Elwes, Michel Laplénie, Philippe Cantor, Jean-François Gardeil, Choeur régional Nord-Pas-de-Calais, Jean Bacquet (chef de chœur), Ensemble vocal Jean Bridier, Ensemble vocal Françoise Herr, Chœur Gabrieli, Claude Petillot (chef de chœur), Odile Bailleux (orgue), La Grande Écurie et la Chambre du Roy, Erato MusiFrance, 1991
- Mozart, Sérénade n°6 en ré majeur "Serenata notturna" k229 ; Une petite musique de nuit en sol majeur k525 ; ballet "Les Petits Riens" k299b ; Divertimento (Sérénade) pour 2 clarinettes et basson k439b / La Grande Écurie et la Chambre du Roy, Columbia, 1991
- Lully, Alceste / Jean-Philippe Lafont, Colette Alliot-Lugaz, Howard Crooks, Sophie Marin-Degor, Gilles Ragon, Jean-François Gardeil, François Loup, Gregory Reinhart, Michel Dens, Véronique Gens, Claudine Le Coz, Miriam Ruggeri, Olivier Lallouette, Douglas Nasrawi, Ensemble Sagittarius, Michel Laplénie (chef de chœur), La Grande Écurie et la Chambre du Roy, Disques Montaigne, 1992 (puis Astrée-Audivis, 1994)
- Marc-Antoine Charpentier,"Vêpres de l'Assomption Mexico-Versailles"  Magnificat H.74, Nisi Dominus H.150, Ave Maris stella H.67/ Maîtrise nationale de Versailles (Olivier Schneebeli, direction), Compañia musical de Las Américas (Joseph Cabre, direction), La Grande Écurie et la Chambre du Roy, CD K617 1992
- "L'œuvre pour clarinette de basset", Mozart, Quintette avec clarinette en la majeur k581 ; Concerto pour clarinette en la majeur k622 / Jean-Claude Veilhan (clarinette), Quatuor Stadler (Sebastian Van Vucht, Adrian Chamorro, Jean-Philippe Vasseur, Ageet Sweistra), La Grande Écurie et la Chambre du Roy, 1992
- Vivaldi, Montezuma / Dominique Visse, Danielle Borst, Isabelle Poulenard, Nicolas Rivenq, Brigitte Balleys, Luis Masson, La Grande Écurie et la Chambre du Roy, Astrée-Audivis, 1992
- Campra, Requiem ; Miserere / Dominique Visse, Gilles Ragon, Peter Harvey, Les Pages de la Chapelle-maîtrise du Centre de musique baroque de Versailles, Olivier Schneebeli (chef de chœur)), La Grande Écurie et la Chambre du Roy, Fnac Music, 1993 (puis Virgin Veritas, 1998)
- "Die Kunst der Fuge" (instrumentation de Jean-Claude Malgoire), Jean-Sébastien Bach, Contrepoints 1 à 19 ; Canon perpétuel extrait du manuscrit de Berlin / La Grande Écurie et la Chambre du Roy, 1993 (puis 2005)
- Mozart, Le Messie k572 / Lynne Dawson, Bernarda Fink, Hans Peter Graf, Stephen Varcoe, Chris De Moor, Chœur de chambre de Namur, La Grande Écurie et la Chambre du Roy, Astrée-Audivis, 1993 (puis Naïve Tête à tête, 2003)
- Vivaldi, "Vêpres pour la nativité de la Vierge", Dixit Dominus rv595 ; Laudate Pueri Dominum rv600 ; In exitu Israel rv604 ; Laudate Dominum omnes gentes rv606 ; Magnificat rv610 ; Confitebor rv596 / Lynne Dawson, James Bowman, John Elwes, Stephen Varcoe, La Maîtrise boréale, La Grande Écurie et la Chambre du Roy, Astrée-Audivis, 1994 (puis Naïve Tête à Tête, 2003)
- Gluck, Orfeo ed Euridice / James Bowman, Lynne Dawson, Claron Mac Fadden, Chœur de chambre de Namur, Pierre Cao (chef de chœur), La Grande Écurie et la Chambre du Roy, Astrée-Audivis, 1994
- Haendel, Giulio Cesare / James Bowman, Lynne Dawson, Guillemette Laurens, Eirian James, Dominique Visse, Nicolas Rivenq, Jean-Louis Comoretto, La Grande Écurie et la Chambre du Roy, Astrée-Audivis, 1995
- Giovanni Battista Pergolesi, Stabat Mater ; Motet "Pro Jesu dum vivo" / Isabelle Poulenard, Jean-Louis Comoretto, La Grande Écurie et la Chambre du Roy, Astrée-Audivis, 1995
- Mozart, "Trilogie Mozart-Da Ponte" Le Nozze di Figaro ; Don Giovanni ; Cosi fan tutte / Danielle Borst, Hubert Claessens, Patrick Donnelly, Simon Edwards, Sophie Fournier, Véronique Gens, Sophie Marin-Degor, Laura Polverelli, Nicolas Rivenq, Valérie Lecoq, Claudine Le Coz, Philippe Cantor, Stuart Patterson, La Grande Écurie et la Chambre du Roy, Astrée-Audivis, 1996
- Mozart, Cosi fan tutte / Sophie Fournier, Laura Polverelli, Nicolas Rivenq, Simon Edwards, Sophie Marin-Degor, Patrick Donnelly, La Grande Écurie et la Chambre du Roy, Astrée-Audivis, 1998
- Mozart, Le Nozze di Figaro / Nicolas Rivenq, Danielle Borst, Sophie Marin-Degor, Hubert Claessens, Laura Polvereli, Claudine Le Coz, Patrick Donnelly, Stuart Patterson, Valérie Lecoq, Philippe Cantor, La Grande Écurie et la Chambre du Roy, Astrée-Audivis, 1998
- Mozart, Don Giovanni / Nicolas Rivenq, Hubert Claessens, Patrick Donnelly, Danielle Borst, Simon Edwards, Véronique Gens, Sophie Marin-Degor, La Grande Écurie et la Chambre du Roy, Astrée-Audivis, 1998
- "Ridicule", Bande originale du film de Patrice Leconte, Musique composée par Antoine Duhamel / Claudine Le Coz, Agnès Mellon, Philippe Cantor, Marine Guez, Elisabeth Duhamel (clavecin), La Grande Écurie et la Chambre du Roy, Decca, 1996
- Salieri, Falstaff / Pierre-Yves Pruvot, Salomé Haller, Simon Edwards, Nigel Smith, Hjördis Thébault, Raimonds Spogis, Liliana Faraon, La Grande Écurie et la Chambre du Roy, Dynamic, 2002
- Vivaldi, Catone in Utica / Veronica Cangemi, Jacek Laszczkowski, Simon Edwards, Philippe Jaroussky, Liliana Faraon, Diana Bertini, La Grande Écurie et la Chambre du Roy, Dynamic, 2002
- François-Joseph Gossec, Missa pro defunctis / Salomé Haller, Ingrid Perruche, Cyril Auvity, Benoît Haller, Alain Buet, Katalin Varkonyi, Chœur de chambre de Namur, La Grande Écurie et la Chambre du Roy, 2002
- Haendel, Agrippina / Véronique Gens, Philippe Jaroussky, Ingrid Perruche, Thierry Grégoire, Nigel Smith, Bernard Deletré, Fabrice Di Falco, Alain Buet, La Grande Écurie et la Chambre du Roy, Dynamic, 2004
- Monteverdi, L'Orfeo / Kobie van Rensburg, Cyrille Gerstenhaber, Estelle Kaïque, Philippe Jaroussky, Renaud Delaigue, Delphine Gillot, Bernard Deletré, Philippe Rabier, Hjördis Thiébault, Lorraine Prigent, Alain Bertschy, Vincent Bouchot, Carl Ghazarossian, Thierry Grégoire, Pierre-Yves Pruvot, La Grande Écurie et la Chambre du Roy, Dynamic, 2005
- "1791 Vienne-Rio de Janeiro 1821", Mozart, Requiem, Sigismond von Neukomm, Libera me / Hjördis Thébault, Gemma Coma-Alabert, Simon Edwards, Alain Buet, Kantorei Saarlouis, La Grande Écurie et la Chambre du Roy, 2006
- "Grands motets", François-Joseph Gossec, Terribilis iste locus iste / Chœur de chambre de Namur, Les Agrémens, 2006
- François-Joseph Gossec, Te Deum / Catherine Dubosc, Gilles Ragon, Glenn Chambers, Ensemble Audite nova (Jean Sourisse, direction), La Grande Écurie et la Chambre du Roy, 2006
- Sigismond von Neukomm, Requiem / La Grande Écurie et la Chambre du Roy, Cantaréunion, ensemble vocal de l'Océan indien (Jean-Louis Tavan, chef de chœur), 2008
- Sigismond von Neukomm, Missa Solemnis pro die acclamationis Johannis VI / Marie-Camille Vaquié, Camille Poul, Gemma Coma-Alabert, Daniel Auchincloss, Jonathan Gunthorpe, Chœur de chambre de Namur, La Grande Écurie et la Chambre du Roy, 2009
- Haendel, Orlando / Christophe Dumaux, Elena de la Merced, Jean-Michel Fumas, Rachel Nicholls, Alain Buet, La Grande Écurie et la Chambre du Roy, 2010
- Jean-Sébastien Bach, Matthäus-Passion / Paul Agnew, Alan Ewing, Alain Buet, Olga Pasichnyk, Damien Guillon, Donat Havar, Marc Boucher, Chœur de chambre de Namur (préparation Thierry Lequenne), Choeur maîtrisien de Wasquehal (Pascale Diéval-Wills, directeur), La Grande Écurie et la Chambre du Roy, Calliope, 2010
- Théodore Dubois, Aben Hamet / Guillaume Andrieux, Ruth Rosique, Hasnaa Bennani, Nora Sourouzian, Marc Boucher, Ensemble vocal de l'Atelier lyrique de Tourcoing, La Grande Écurie et la Chambre du Roy, Atelier lyrique de Tourcoing, 2014
- Sigismond von Neukomm, Requiem à la mémoire de Louis XVI / Clémence Tilquin, Yasmina Favre, Robert Getchell, Alain Buet, Chœur de chambre de Namur, La Grande Écurie et la Chambre du Roy, Alpha Classics, 2016

### DVD
- Vivaldi, Montezuma / Dominique Visse, Danielle Borst, Isabelle Poulenard, Nicolas Rivenq, Brigitte Balleys, Luis Masson, Ariel Garcia Valdes (mise en scène), Jean-Pierre Vergier (décors), Jacky Lautem (lumières), Jérôme Kaplan (costumes), La Grande Écurie et la Chambre du Roy, Toshiba-Emi, Iaserdisc vidéo, 1995, House of opera, DVD
- Haendel, Agrippina / Véronique Gens, Philippe Jaroussky, Ingrid Perruche, Thierry Grégoire, Nigel Smith, Bernard Deletré, Fabrice Di Falco, Alain Buet, Frédéric Fisbach (mise en scène), Benoît Résillot (assistant), Emmanuel Clolus (décors), Olga Karpinsky (costumes), Daniel Levy (lumières), Tiziano Mancini (réalisation), La Grande Écurie et la Chambre du Roy, Dynamic, 2004
- Monteverdi, L'Orfeo / Kobie van Rensburg, Cyrille Gerstenhaber, Estelle Kaïque, Philippe Jaroussky, Renaud Delaigue, Delphine Gillot, Bernard Deletré, Philippe Rabier, Hjördis Thiébault, Lorraine Prigent, Alain Bertschy, Vincent Bouchot, Carl Ghazarossian, Thierry Grégoire, Pierre-Yves Pruvot, Jean-Claude Malgoire & Jacky Lautem (mise en scène), Jacky Lautem (décors et lumières), Pierre Thirion-Vallet (assistant), Roser Montllo & Brigitte Seth (chorégraphe), Christine Rabot-Pinson (costumes), La Grande Écurie et la Chambre du Roy, Dynamic, 2005
- Coffret édité à l'occasion des 50 ans de La Grande Écurie et la Chambre du Roy, juin 2017